# Salto w przód

Seria salt w przód wykonanych jako elementy tańca akrobatycznego.

Salto w przód (ang.) frontflip - jedna z technik akrobatycznych.
Ogólnie można wyróżnić salta z naskoku (czyli z krótkiego rozbiegu oraz wybicia) oraz bez naskoku z miejsca. Dalej salta w przód można podzielić na: 
1. salto w przód łamane, podczas którego proste nogi przyciągnięte są do klatki piersiowej (głowa znajduje się wtedy pod kolanami). W trakcie lotu rozłożenie polega na doprowadzeniu nóg do normalnej pozycji.
2. salto w przód grupowane (salto normalne), gdzie najważniejsze jest tzw. "zgrupowanie ciała" (rękami chwytamy za kostki, piszczele bądź kolana,  głowa jest przyciągnięta do klatki piersiowej podobnie jak i nogi).
3. salto w przód proste, gdzie podczas lotu nie następuje uginanie, czy podkurczanie nóg, lecz ciało zostaje w takiej samej pozycji przez całą fazę lotu.